# Oda Haldenslebenska
Oda Haldenslebenska je po poroki z Mješkom I. Poljskim postala vojvodinja žena Poljske * ok. 955/960, † 1023.

## Življenje
Oda je bila najstarejši otrok Dietricha Haldenslebenskega, mejnega grofa Severne marke. Odraščala je v samostanu v Kalbeju severno od Magdeburga. Postala je nuna in se kasneje poročila z vojvodom Mješkom I. Poljskim. Z njim je imela tri otroke:
- Mješka (ok. 979 – po 992/995),[2]
- Svetopolka (ok. 980 – pred  991 ?) [2]  in
- Lamberta (ok. 981 – pred 992/995).

Približno 80 let kasneje sklic v nejasni cerkveni knjigi omenja »Ote in Dago(me)«, sicer pa ni omenjena v nobenem pravnem dokumentu. Okoli leta 1080 je omenjena v cerkveni knjigi, znani kot Dagome iudex, za katero se domneva, da je eden od najzgodnejših poljskih pravnih dokumentov in glavni vir podatkov za ta obdobje zgodovine Poljske pod dinastijo Pjastov. 
Dagome iudex omenja, da je »Dago(me)«, domnevno Mješko I., malo pred njegovo smrtjo (?) podaril svoje ozemlje papežu Janezu XV. in ga od njega prejel kot fevd. V Dagome iudex so omenjeni tudi njegova žena »Ote« in sinova Mješko in Lambert. Svetopolk ni omenjen, ker je bil takrat že mrtev ali, po mnenju zgodovinarjev, vladal na Pomorjanskem.
Oda se je po moževi smrti vrnila v Nemčijo in kot nuna vstopila v opatijo Quedlinburg, kjer je umrla skoraj trideset let za svojim možem leta 1023. O usodi njenih sinov ni nič znanega. Leta 1032 se je njen vnuk Ditrik, sin Mješka ali Lamberta, vrnil na Poljsko in po padcu Mješka II. Lamberta zavladal v delu države. Leto kasneje ga je Mješko II. izgnal, da bi lahko znova združil Poljsko v eno državo pod svojo oblastjo.